# Избељивач
Избељивачи је назив који се даје групи хемикалија које се користе индустријски и у домаћинству за избељивање одеће, посветљавање боје косе и уклањање мрља. Варикина је друго име за избељивач. Многи избељивачи имају широк спектар бактерицидних својстава, што их чини корисним за дезинфицирање и стелизирање; користе се у санитацији базена ради контроле бактерија, вируса и алги, те на многим местима где су неопходни стерилни услови. Такође се користе у многим индустријским процесима.